# Berliner Fotografenateliers im 19. Jahrhundert

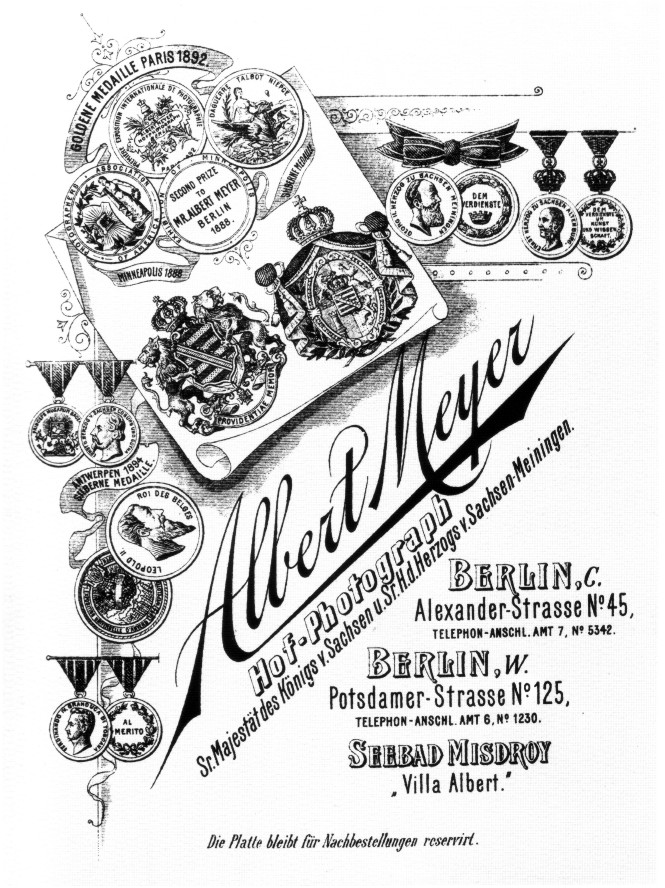
Beispiel einer Rückseite einer Carte de Visite (CDV) von Albert Meyer mit Adressen seiner Ateliers

Berliner Fotografenateliers im 19. Jahrhundert ist das Thema eines 2003 initiierten und auf Jahre angelegten Forschungsprojektes der Fachhochschule für Technik und Wirtschaft Berlin im Studiengang Museumskunde. Unter der Leitung der Professorin Sibylle Einholz wird dabei mit dem 1865 gegründeten Verein für die Geschichte Berlins kooperiert, dessen fotografische Sammlung eine der Grundlagen des Forschungsprojektes bildet.

## Forschungsstand
Für den Zeitraum von 1870 bis 1890 wurden bisher (Stand Februar 2008) mehr als 800 Namen von den Studenten ermittelt, die in einer auszubauenden online-Datenbank mit Adressen und Jahreszahlen präsentiert sind. „Alle Jahrzehnte ab 1850 eingeschlossen, kann man bis 1900 wahrscheinlich von weit mehr als 1000 Ateliers in ... Berlin ausgehen.“

## Bekannte Fotografen und Ateliers
- Leopold Ahrendts (1825–1870)
- Martin Balg (1864–1919)
- Georg Bartels (1843–1912)
- Atelier E. Bieber, Inhaber Leonard Berlin-Bieber (1841–1931)
- Carl Brasch (1825–1886)
- Heinrich Graf (1835–1906)
- Philipp Graff (1813–1851)
- Johannes Graßhoff (1836–1871)
- Hugo vom Hagen (1856–1913)
- Wilhelm Halffter (1821–1901)
- Adolf Halwas (1835–1919)
- Atelier W. Höffert[3]
- Carl Heinrich Jacobi (1824–1897)
- Johann Friedrich Jamrath (1810–1891)
- A.Jandorf & Co, Berlin Spittelmarkt 16/17 u. a. Adressen
- Julius Kricheldorff (1830–1910)
- Loescher & Petsch, Max Petsch (1840–1888)
- Albert Meyer (1857–1924)
- Max Missmann (1874–1945)
- Carl Gustav Oehme (1817–1881)
- Eduard Oertel (1854–1933)
- Marie Panckow (1836–1903)
- Pflaum & Co. (Hofphotograph), Max Pflaum (1830–1885)
- Neue Photographische Gesellschaft
- Theodor Prümm (1841–1890)
- Reichard & Lindner (Hof-Photographen)
- Oscar Roloff (1840–1911)
- Hermann Rückwardt (1845–1919)
- J. C. Schaarwächter (1847–1904)
- Heinrich Schnaebeli (1824–1915)
- Friedrich Albert Schwartz (1836–1906)
- Albert Schwendy (1820–1902)
- Johann Friedrich Stiehm (1826–1902), u. a. überregional tätiger Verleger von Stereo-Fotografien[4]
- Franz Stolze (1836–1910)
- Carl Suck (1833–1891)
- Waldemar Titzenthaler (1869–1937)
- Zander & Labisch